# (73817) 1995 VN16
(73817) 1995 VN16 – planetoida z pasa głównego asteroid okrążająca Słońce w ciągu 4,1 lat w średniej odległości 2,56 j.a. Odkryta 15 listopada 1995 roku.